# Bonnie Dobson
Bonnie Dobson, född 13 november 1940 i Toronto, är en kanadensisk folkmusiker, sångerska och gitarrist. Dobson började som tonåring sjunga folkmusik influerad av Pete Seeger. Hon turnerade och bodde i USA 1960-1965, återvände till Toronto 1965-1970, och flyttade till England 1970.
Hon är främst känd för folksången "Morning Dew" från 1962 som senare tolkats av en lång rad musiker, bland annat rockbandet Grateful Dead.